# Parafia Matki Bożej Częstochowskiej w Czachowie
Parafia pw. Matki Bożej Częstochowskiej w Czachowie – parafia rzymskokatolicka, należąca do dekanatu Cedynia, archidiecezji szczecińsko-kamieńskiej, metropolii szczecińsko-kamieńskiej. W parafii posługują księża diecezjalni. Według stanu na wrzesień 2018 proboszczem parafii był ks. Zbigniew Stachnik. 

## Miejsca święte

### Kościół parafialny
Kościół Matki Bożej Częstochowskiej w Czachowie

### Kościoły filialne i kaplice
- Kościół Matki Bożej Różańcowej w Lubiechowie Dolnym[1]
- Kościół św. Józefa Robotnika w Lubiechowie Górnym[1]
- Kościół św. Jana Chrzciciela w Orzechowie[1]
- Kościół Miłosierdzia Bożego w Łukowicach[1]